# Gora Timirjazeva
Gora Timirjazeva är ett berg i Antarktis. Det ligger i Östantarktis. Australien gör anspråk på området. Toppen på Gora Timirjazeva är 1 361 meter över havet.
Terrängen runt Gora Timirjazeva är platt åt nordväst, men åt sydost är den kuperad. Trakten är obefolkad. Det finns inga samhällen i närheten.